# Stilbum piliforme
Stilbum piliforme är en svampart som beskrevs av Pers. 1801. Stilbum piliforme ingår i släktet Stilbum och familjen Chionosphaeraceae.   Inga underarter finns listade i Catalogue of Life.